# Hexacord
Hexacordul este un grup de 6 sunete bazat pe tetracordul diatonic.
Hexacordurile au format baza solfegiului, a modurilor medievale și renascentiste și, prin extensie, a gamelor muzicale.

## Origine
În Grecia Antica octava a fost considerată ca fiind formată din două tetracorduri separate de un ton. Hexacordul a fost introdus în secolul al XI-lea de Guido d'Arezzo care a adaptat un sistem grec cu originea în interpretarea instrumentala, într-un sistem potrivit pentru muzica vocală, cu sunete reprezentate de silabe.

## Structura
Tetracordul diatonic are o structura a intervalelor între cele 4 sunete de (1/2, 1, 1). Aceasta structură poate fi extinsa la (1, 1, 1/2, 1, 1) fără ca un interval de cvartă mărită  sa apară între oricare două sunete constitutive.

### Hexachorum naturale
Primul fel de hexacord are semitonul între sunetele numite acum Mi si Fa. Aceste hexacorduri au fost denumite hexachordum naturale.
O octavă are o extindere de 6 tonuri, iar un hexacord de numai 4 1/5 tonuri. Diferenta de 1.5 tonuri poate fi împărtită de un nou sunet in doua feluri: (1/2, 1) sau (1, 1/2). Rezultă astfel doua noi posibilități pentru poziția in octavă a unui nou interval de un semiton.  Astfel, alegerea celui de al 7-lea sunet pentru  completarea unei octave determină doua noi tipuri de hexacord.

### Hexachordum durumsimolle
Daca este ales sunetul Si, un hexacord cu structura (1, 1, 1/2, 1, 1) va începe cu sunetul Sol, va avea semitonul între notele numite astăzi Si și Do și se va numi hexachordum durum. In al doilea caz, hexacordul va începe cu sunetul Fa, va avea un semiton între sunetele La și Si Bemol și se va numi hexacordum molle.

## Solfegiu
Notele hexacordului au fost denumite dupa silabe din prima strofă a imnului "Ut queant laxis" din sec. VIII dedicat Sfantului Ioan Botezătorul:
Ut queant laxis resonare fibris,
Mira gestorum famuli tuorum,
Solve polluti labii reatum,
Sancte Iohannes
(Ca să putem cu toata vocea, Cânta minunile tale ca ai tăi servitori, Șterge vina de pe ale noastre buze impure, Sfinte Ioane)
Silaba Ut a fost înlocuită mai târziu de Do.
Semitonul poate fi între 3 perechi de sunete (notate astăzi Mi și Fa, Si și Do, La și Si Bemol) dar este cântat întotdeauna Mi-Fa (pentru detalii vedeți solfegiu). Astfel prima notă a hexacordului este cântată întotdeauna Do, a doua Re etc.

## Musica recta si musica ficta
Guido d'Arezzo a aliniat sunetele pe un portativ pentru prima dată. Deoarece sunetele hexacordului natural alături de sunetul Si împart octava în 7 intervale, el a făcut loc pe portativ la doar 7 sunete într-o octavă. Acestea au fost denumite musica recta. Pentru restul de 5 sunete (numite musica ficta) au fost necesare alterații, la început subînțelese, iar mai târziu notate explicit.